# Vincent-Victor Henri Viénot de Vaublanc
Vous lisez un « bon article » labellisé en 2015.
Pour les articles homonymes, voir Vaublanc (homonymie) et Vienot.
Vincent-Victor Henri Viénot de Vaublanc, dit le vicomte de Vaublanc, est un écrivain, artiste, administrateur et courtisan français né le 19 juillet 1803 à Montpellier et mort le 15 août 1874 à Munich.
Neveu du comte Vincent-Marie Viénot de Vaublanc, il commence une carrière au Conseil d’État à Paris en tant qu'auditeur. À la suite de la révolution des Trois Glorieuses en 1830, il quitte son poste par conviction légitimiste ne souhaitant pas prêter serment au nouveau roi Louis-Philippe Ier et se retire chez sa famille dans le Beaujolais. Demeuré sans emploi pendant plusieurs années, il émigre à la cour du royaume de Bavière. S'étant lié d'amitié avec le prince héritier, il devient chambellan puis grand-maître (Oberhofmeister) de la Maison de la reine de Bavière Marie de Hohenzollern. Il est pendant près de trente ans l'un des plus proches amis et conseillers du prince royal Maximilien II, devenu roi de Bavière.
Vaublanc est parallèlement écrivain et auteur, entre autres, d'un ouvrage d'histoire médiévale intitulé La France au temps des croisades paru entre 1844 et 1847.

## Biographie

### Jeunesse en France
Membre de la famille Viénot de Vaublanc, originaire de Bourgogne et anoblie par une charge de secrétaire du roi en 1697, Vaublanc naît le 19 juillet 1803 à Montpellier. Il est le second fils de Jean-Baptiste Bernard Viénot de Vaublanc, alors inspecteur aux revues de l'armée napoléonienne, et de Sophie Pion. Son père perd la vie dans la retraite de Russie, alors qu'il n'a que neuf ans.
De 1816 à 1822, il fait une partie de ses études au lycée Louis-le-Grand à Paris. Il est l'un des six premiers auditeurs au Conseil d'État, nommé en 1824 grâce à l'appui de son oncle, le frère ainé de son défunt père, l'homme politique ultraroyaliste Vincent-Marie de Vaublanc, ancien ministre de l’intérieur de Louis XVIII et membre de la Chambre des députés. Il fréquente alors les salons du faubourg Saint-Germain et y côtoie Talleyrand, Châteaubriand ou encore Lamartine.
Membre du comité du contentieux, il est sur le point d'être nommé maître des requêtes au Conseil d’État lorsqu'éclate la Révolution de 1830. Il quitte alors ses fonctions par attachement à la branche aînée des Bourbons. Il se retire dans le Beaujolais et profite de plusieurs années sans emploi pour commencer à écrire.

### Émigration à la cour de Bavière

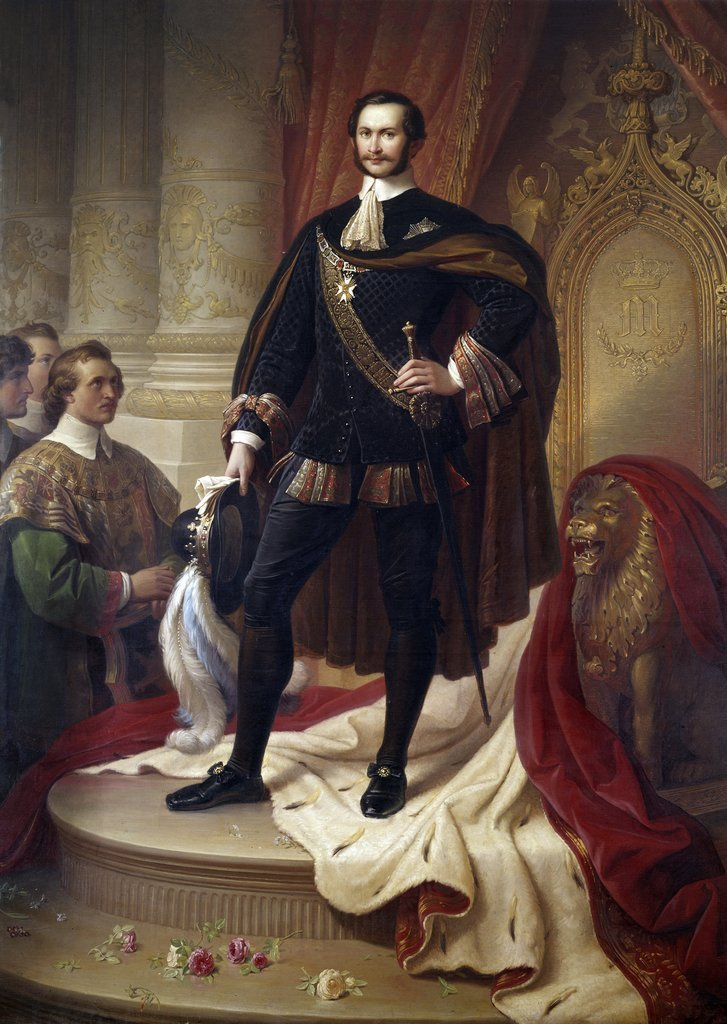
Le vicomte fut l'un des amis les plus proches du roi Maximilien II de Bavière pendant vingt-huit ans

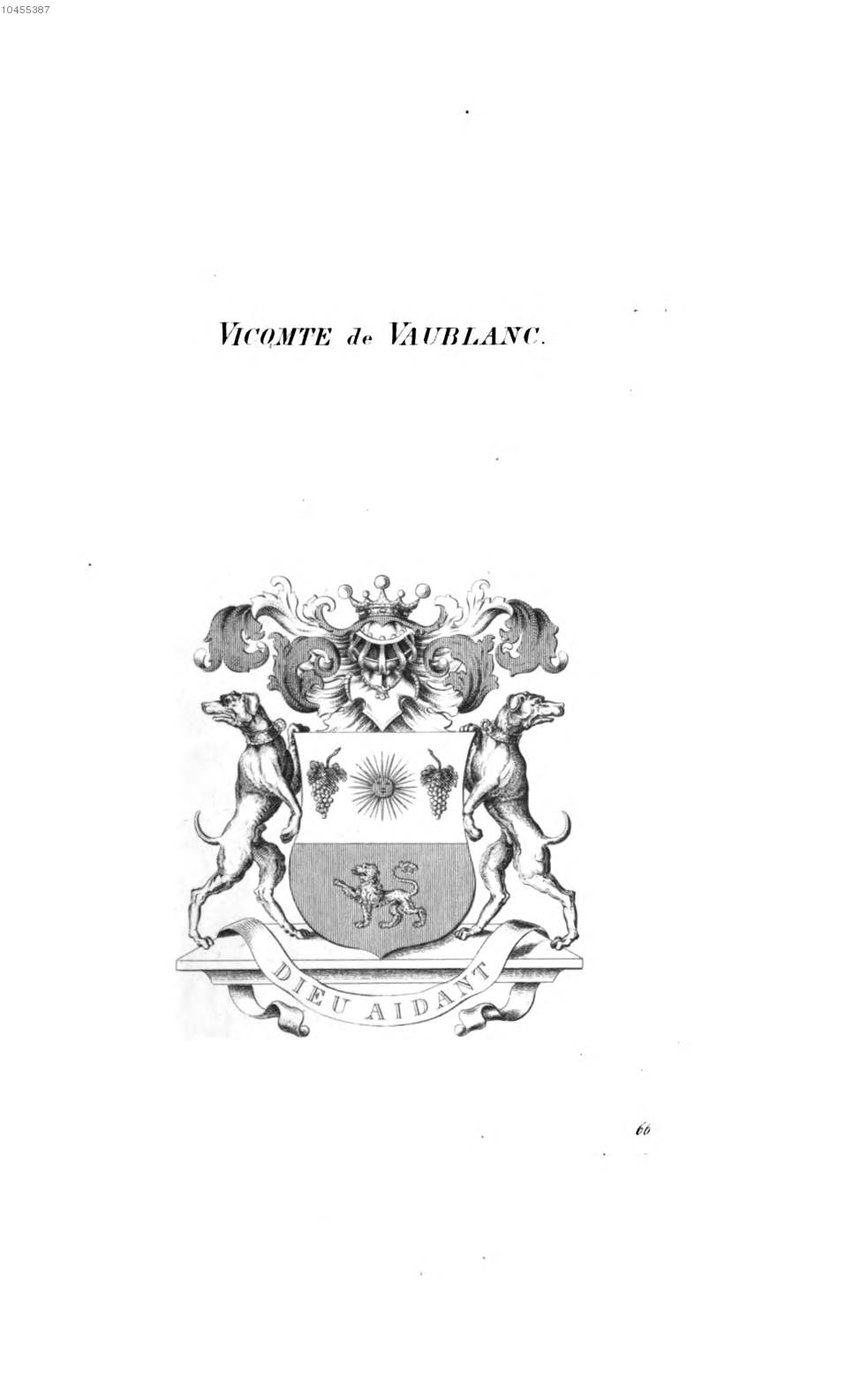
Armes de Vincent-Victor Henri de Vaublanc

En 1836, il accepte de passer deux années en Allemagne auprès du prince héritier de Bavière Maximilien, puis d'y rester en tant que chambellan à la cour du père de ce dernier, le roi Louis Ier de Bavière.
Cette fonction lui donne l'occasion d'assister au couronnement de la reine Victoria, le 28 juin 1838. Il y accompagne le prince Maximilien, venu incognito sous le nom d'emprunt de comte de Werdenfels. De passage au cercle élitiste londonien de l'Almack's, sa description est faite par le London Society :

« Plus petit [que le prince Maximilien], l'homme distingué, aux cheveux bruns, à ses côtés, est le Vicomte de Vaublanc, le neveu du ministre de Charles X et à la fois l'ami et le gentilhomme de la Chambre du Roi Max. […] De Vaublanc est un collectionneur d’antiquités, un auteur, un artiste, enjoué et plein d'esprit, mais réfléchi et laborieux. »

Ne souhaitant pas être naturalisé, il obtient, par ordonnance du 6 avril 1842 du roi Louis-Philippe Ier, l'autorisation de prendre du service à l'étranger. Il fréquente à Munich d'autres émigrés comme lui, dans des salons tels que celui de la femme du général Parceval. En 1841, il épouse Jeanne de Raismes.
En 1845, il est nommé grand-maître de la maison de la princesse royale de Bavière, Marie de Hohenzollern, puis en 1848, grand-maître de la maison de la reine de Bavière, après l'accession au trône du mari de cette dernière : Maximilien II. Il s'agit de l'une des quatre charges les plus importantes de la cour de Bavière, une charge essentiellement protocolaire,.

En 1846, il accompagne le prince royal Maximilien de Bavière à Paris. À cette occasion, l'écrivain Victor Hugo le décrit dans Choses vues : 

« La porte s'est ouverte. Un homme est entré, assez jeune, d'un visage agréable, d'une quarantaine d'années, en noir, avec une croix blanche et un ruban jaune à la boutonnière. C'est un Français légitimiste, M. le vicomte de Vaublanc, neveu de l'ancien ministre. M. le vicomte de Vaublanc s'est fixé à la cour de Bavière, où il est lecteur de la princesse royale et grand-maître de la cour du prince. Il dînait avec le prince chez M. Guizot, et n'avait pas mis le pied à l'hôtel des Affaires étrangères depuis 1823. »

En 1864, il démissionne de sa charge de chambellan après la mort de Maximilien II. Vaublanc, qui a refait sa vie en Bavière, décide d'y demeurer jusqu'à la fin de ses jours. En 1867, sa visite à Paris de l'exposition universelle l'inspire pour la rédaction d'un ouvrage.
Au début des années 1870, les frères Goncourt le décrivent à leur tour en quelques mots, dans leur journal, et cette fois-ci sans ambages, à la suite d'« Un dîner munichois fait dans le milieu catholique et anti-prussien [...] De Vaublanc, ancien chambellan et ancien ami du vieux roi Louis, un vieil émigré français, qui ne s'est jamais abaissé à parler allemand, très aimable, très sourd, très XVIIIe siècle. » Il meurt, sans postérité, le 15 août 1874 à Munich.

### Proche conseiller du roi Maximilien II de Bavière
Sans être un conseiller officiel, Vaublanc est un intime du roi, il exerce une influence officieuse sur le roi dans le domaine artistique. Il accompagne régulièrement ce dernier après le dîner, dans sa promenade, soit à pied, soit en voiture, au cours de laquelle un sujet d'économie politique, d'art ou de littérature est amené par le prince ; la conversation le développant plus ou moins, fréquemment le roi en réclame le résumé par écrit, ce résumé étant mis le lendemain sur sa table,.
En 1851, à la demande du roi, le vicomte élabore une série de recommandations dans le but d'embellir Munich du point de vue de l'architecture, dans un rapport intitulé Propositions pour le roi Maximilien II (Vorschläge für König Maximilian II, 1851/52).
Il est par exemple à l'origine du premier plan architectural, plus tard remanié, du Maximilianeum. Il est aussi à l'origine des plans de restauration du château gothique de Hohenschwangau en haute Bavière, résidence d'été du couple royal puis de la reine mère au décès du roi.
Il assiste aux derniers instants du roi, ce qui lui inspire l'écriture d'une courte biographie de ce souverain.

## Œuvres littéraires

### La France au temps des croisades
Vaublanc, parallèlement à ses activités politiques, écrit plusieurs ouvrages au cours de sa vie. De 1844 à 1847, après douze ans de recherche, il publie son œuvre majeure La France au temps des croisades, en quatre tomes, long récit d'histoire médiévale de plus de 1 500 pages. Il l'enrichit d'illustrations dessinées de sa main.
Son œuvre se découpe en quatre parties, chacune correspondant à un tome : État politique et religieux, État militaire et chevaleresque, Sciences, littérature et Arts et enfin Industrie et Vie privée.
Selon le Bulletin du bibliophile, le style de cet ouvrage est clair et véridique, évitant l'erreur de prendre la forme d'un roman.

Illustrations de la main du vicomte contenues dans La France au temps des croisades
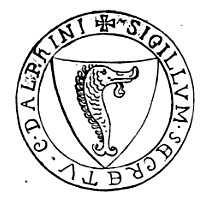
Sceau de Guigues VII de Viennois.
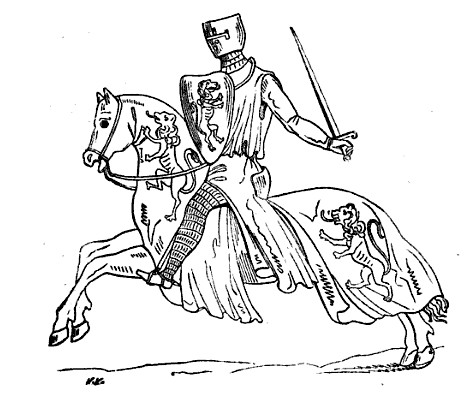
Amaury VI de Montfort.
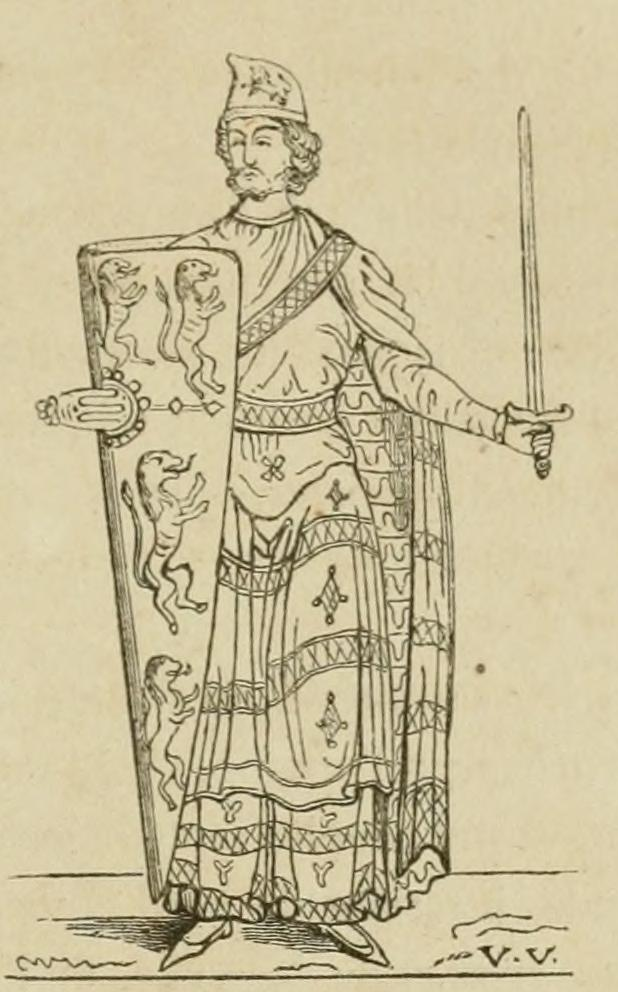
Geoffroy V d'Anjou.

### Un coup d'œil dans Paris
Vaublanc écrit également un ouvrage sur l'architecture de Paris. Publié en 1861, il s'agit d'une critique de l'architecture de Paris, accompagnée d'une série de propositions de changements architecturaux, sous la forme d'une promenade dans la capitale.
Le critique E. de Laqueuille écrit « Le livre de M. de Vaublanc est un des meilleurs qu’on ait écrit sur le Paris nouveau. Il renferme, à propos de la reconstruction de la vieille Lutèce, sur le style des monuments contemporains et sur leur décoration intérieure, la critique la plus savante et du meilleur goût que nous connaissions. »

### Petit voyage à l'exposition ou causerie sur l'exposition universelle de 1867
Vers la fin de sa vie, en 1868, après avoir visité l'exposition universelle de 1867, Vaublanc publie une dernière œuvre intitulée Petit voyage à l'exposition ou causerie sur l'exposition universelle de 1867, où il relate l'expérience de sa visite sur un ton humoristique. Selon le bulletin du Bibliophile il s'agit des « Souvenirs d'un homme d'esprit qui n'a pas voulu perdre ses observations, et qui nous les livre sous forme de causeries libres, sans façon et sans pédantisme. On aurait peut-être à reprocher quelques lacunes à M de Vaublanc, mais il en convient lui-même ; ce petit livre, tiré à petit nombre, (...) sera conservé par les curieux qui trouveront peut-être une physionomie plus vivante de l'Exposition dans ces pages légères, que dans bien des ouvrages techniques. »

### Liste des œuvres
- Vicomte Vincent-Victor Henri de Vaublanc, La France au temps des croisades ou recherches sur les mœurs et coutumes des français aux XIIe et XIIIe siècles : État politique et religieux, t. 1, Paris, J. Tichener, 1844, 392 + XXIII (lire en ligne).
- Vicomte Vincent-Victor Henri de Vaublanc, La France au temps des croisades ou recherches sur les mœurs et coutumes des français aux XIIe et XIIIe siècles : État militaire et chevaleresque, t. 2, Paris, J. Tichener, 1844, 381 p. (lire en ligne).
- Vicomte Vincent-Victor Henri de Vaublanc, La France au temps des croisades ou recherches sur les mœurs et coutumes des français aux XIIe et XIIIe siècles : Sciences, littérature et arts, t. 3, Paris, J. Tichener, 1847, 384 p. (lire en ligne).
- Vicomte Vincent-Victor Henri de Vaublanc, La France au temps des croisades ou recherches sur les mœurs et coutumes des français aux XIIe et XIIIe siècles : Industrie et vie privée, t. 4, Paris, J. Tichener, 1847, 371 p. (lire en ligne).
- Vincent-Victor Henri Vicomte de Vaublanc, Un coup d'œil dans Paris ou observations sur des objets d'art et de goût, Techener, 1861, 91 p..
- Vincent Victor Henri de Vaublanc, Maximilien II roi de Bavière. Fragment de souvenirs intimes, Munich, 1867, 34 p. (lire en ligne).
- Vicomte de Vaublanc, Petit voyage à l'exposition ou causerie sur l'exposition universelle de 1867, Paris, Léon Techener, 1868, 79 p. (lire en ligne).

## Décorations
- Commandeur de l'ordre du Sauveur (Grèce), en 1847[26].
- Chevalier de l'ordre du mérite civil de la Couronne de Bavière, en 1850[27].
- Chevalier de l'ordre de Saint-Michel (Bavière), en 1855[28], et grand croix en 1862[29].